# Kostel svatého Jiljí (Mělnice)
Kostel svatého Jiljí v Mělnicích, část města Hostouň je sakrální stavba, patřící mezi ohrožené církevní památky. V roce 1996 byla opravena pouze krytina a snad i krov. Nyní však kostel dál nezadržitelně chátrá. Obec Mělnice se rozkládá na příkrém svahu. Kostel se nachází v jihovýchodní části vsi. Dál po cestě je možné dojít k pozůstatkům velké středověké tvrze.

## Stavební fáze
Kostel sv. Jiljí v obci Mělnice pochází z konce 13. století. Z tohoto období se dodnes dochovala věž a portál. Ve druhé polovině 14. století byla svatyně goticky přestavěna. Po požáru roku 1702 došlo k opravě kostelní věže a patrně k přístavbě předsíně. Tato oprava byla provedena v barokním stylu. Výmalba interiérů pochází zřejmě z první poloviny 20. století. V presbytáři je zachována původní klenba a v lodi se nachází zazděné kruhové okno. V kostele je tak možné se setkat s prvky vrcholné gotiky, vrcholného baroka i renesance.

## Stavební podoba
Stavba kostela je orientovaná. Loď je obdélná. Presbytář je užší, trojboce uzavřený. K západnímu průčelí lodi byla přistavěna věž se čtvercovou základnou. Na severní straně presbytáře je obdélná sakristie. Fasády jsou hladké, bez členění. Na podélných stěnách se nachází profilovaná korunní římsa. Věž má střechu ve tvaru cibulové báně. Západní stěna je zesílená přizdívkou se šikmým lícem. Přízemí věže je osvětleno okénkem s kamenným ostěním, částečně zazděným. Na severní straně je vstup se stlačeným záklenkem, interiér osvětlený od západu a východu oválným oknem. Korunní římsa je jednoduše profilovaná, omítky jsou hladké s malovanými lizénovými rámy.

## Galerie

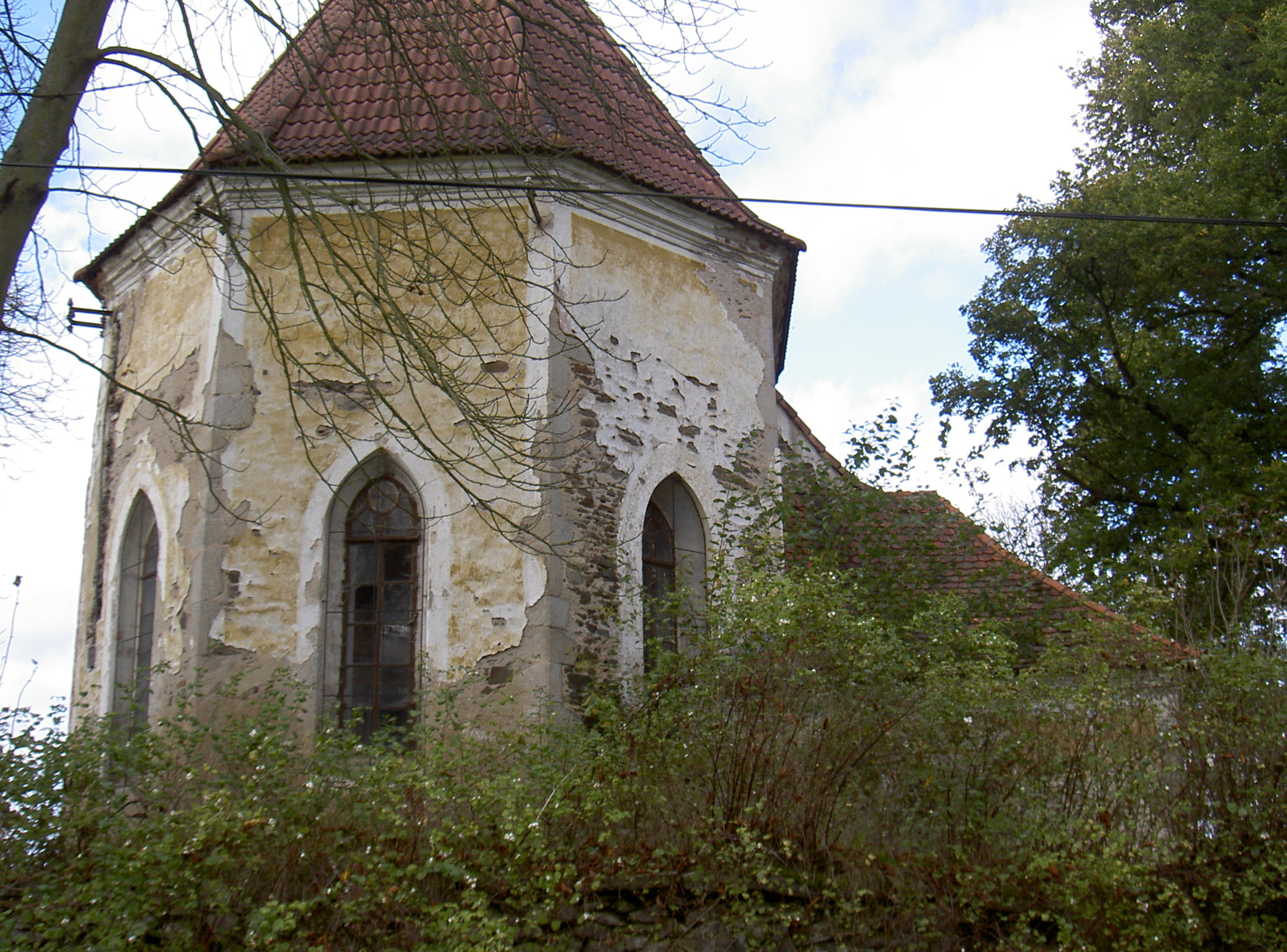
Pohled na kostel zezadu
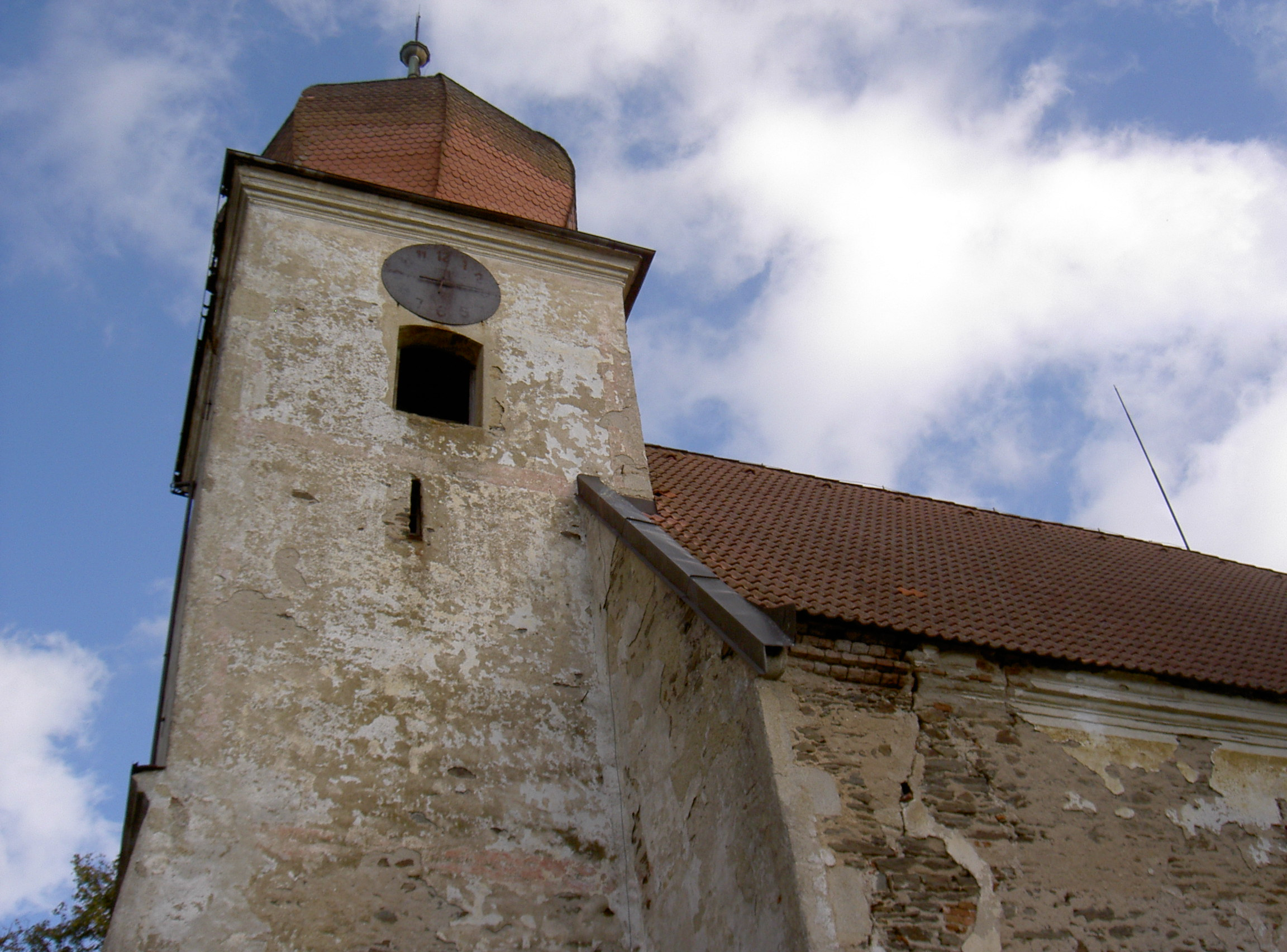
Věž kostela
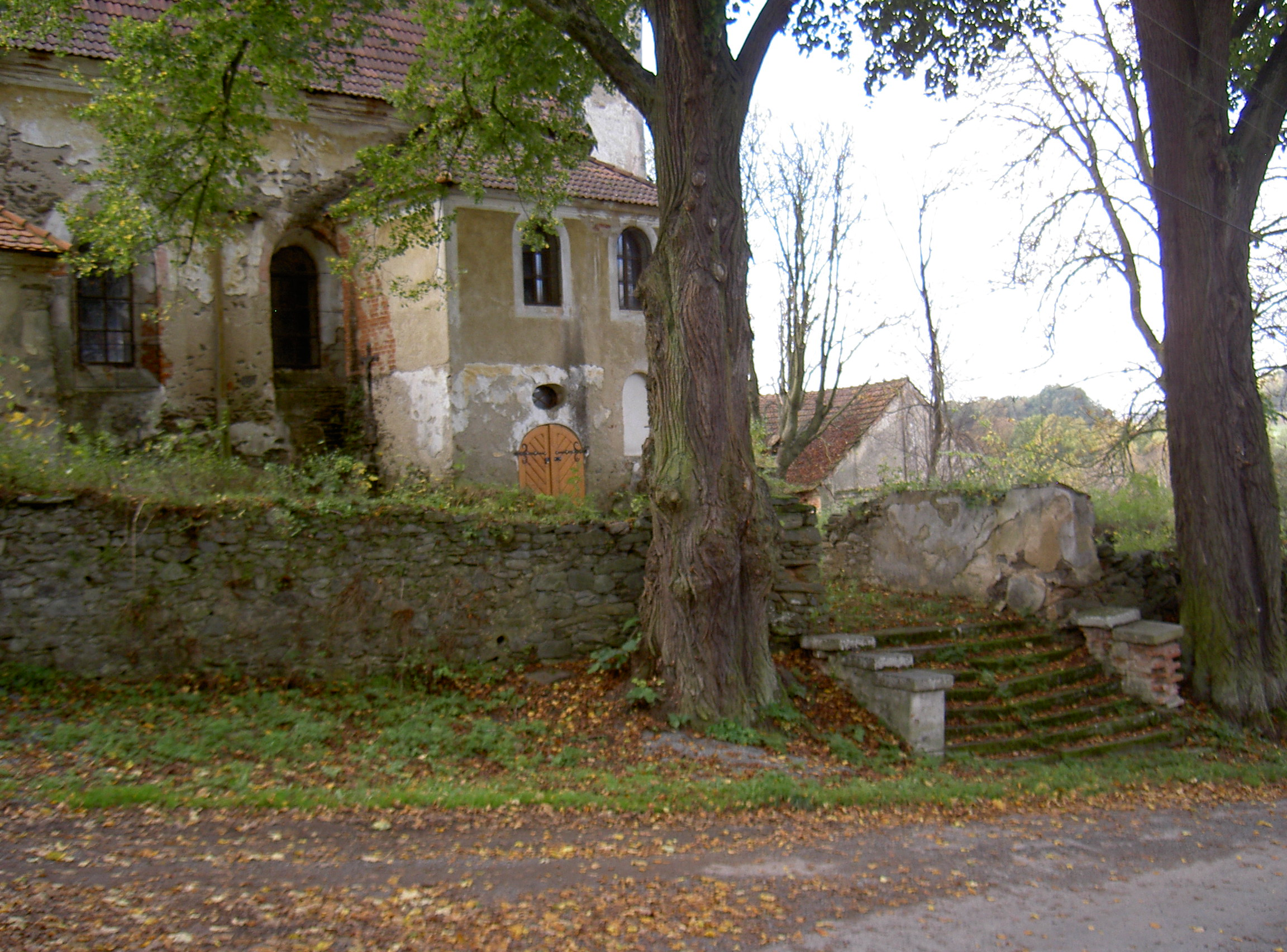
Schodiště ke kostelu
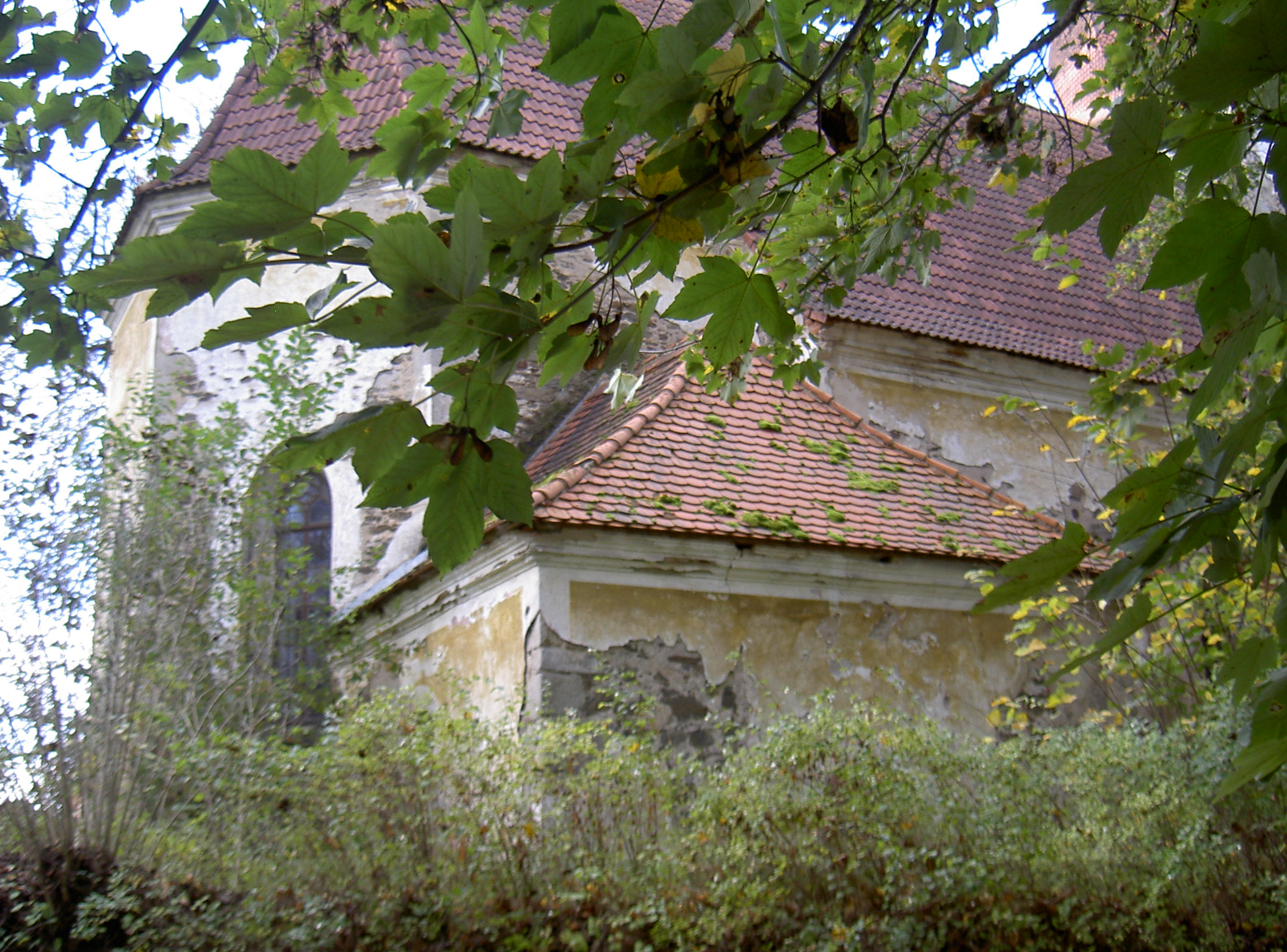
Detail kostela
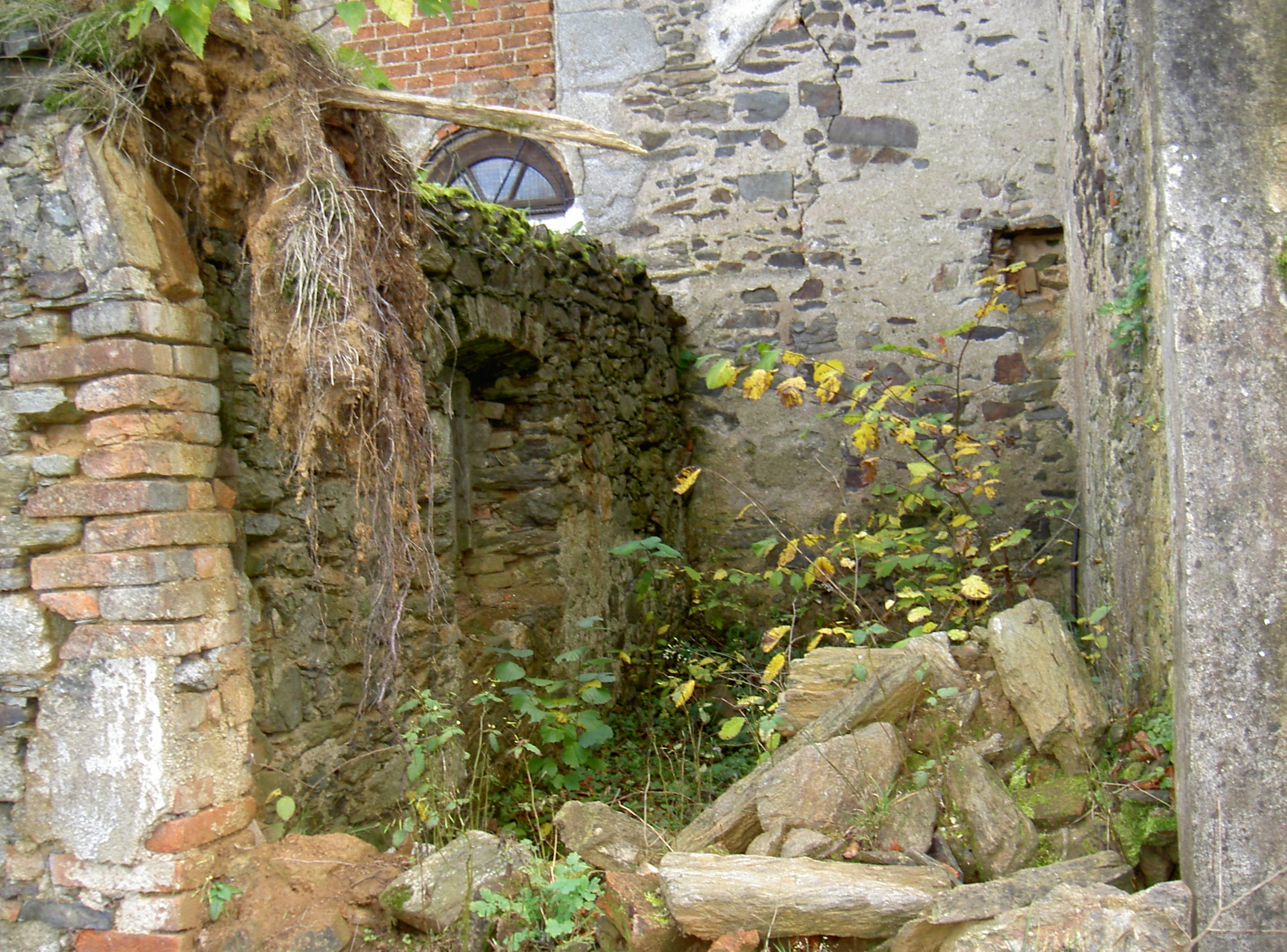
Detail kostela
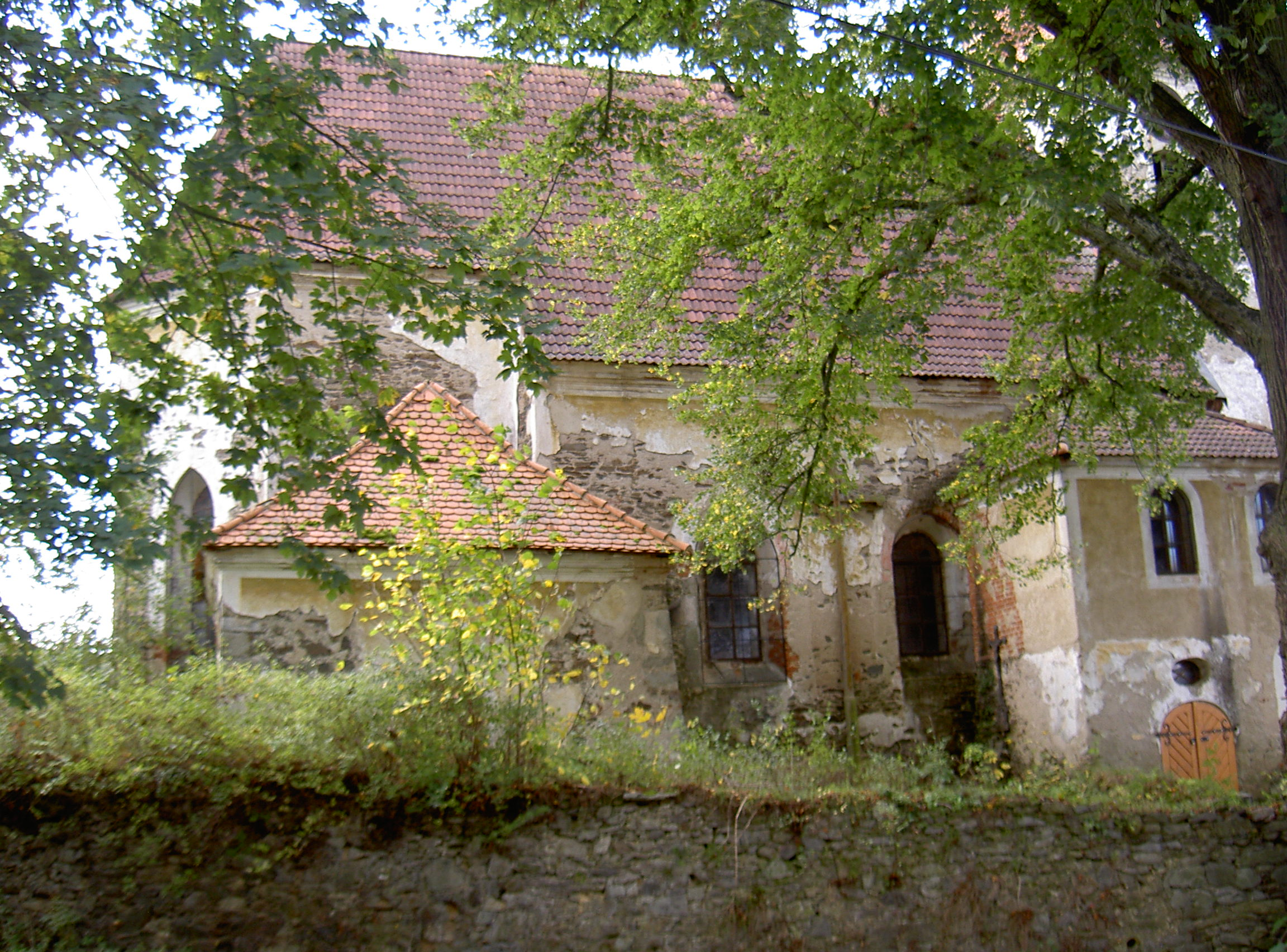
Pohled na kostel zboku
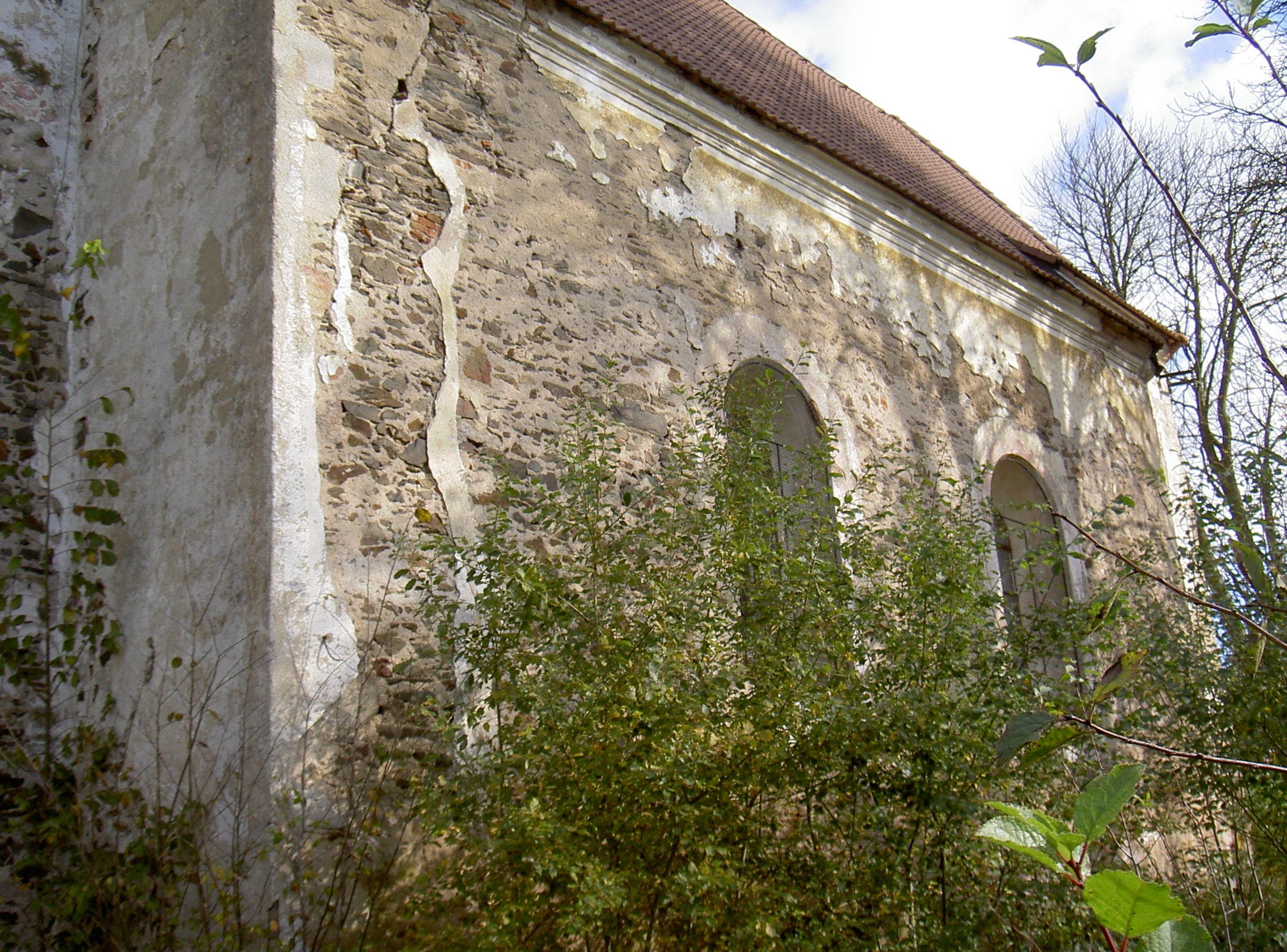
Detail boku kostela
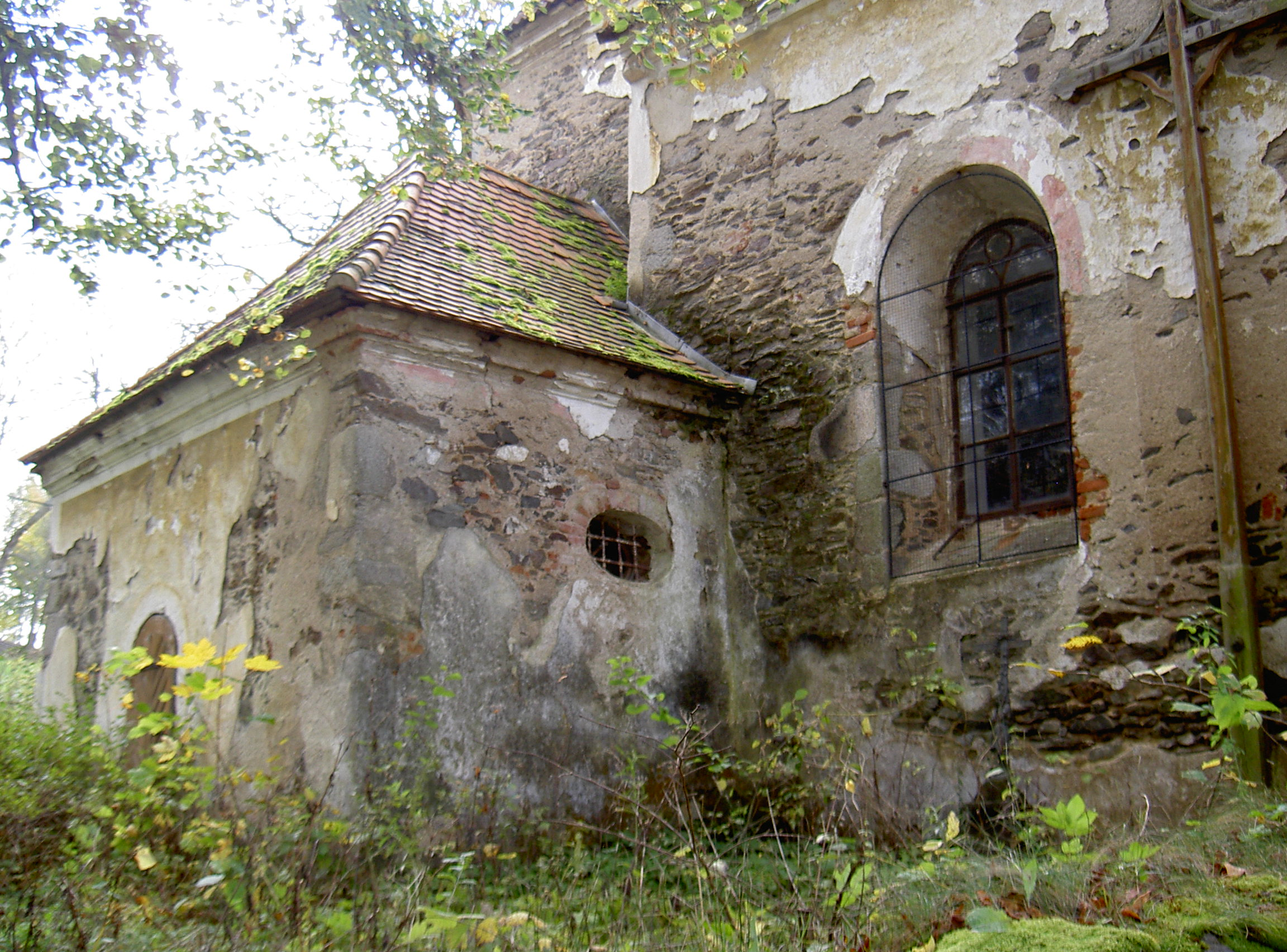
Detail kostela